# Вест-Провіденс Тауншип (округ Бедфорд, Пенсільванія)
Вест-Провіденс Тауншип (англ. West Providence Township) — селище (англ. township) в США, в окрузі Бедфорд штату Пенсільванія. Населення — 3082 особи (2020).

## Демографія
Згідно з переписом 2010 року, у селищі мешкало 3210 осіб у 1340 домогосподарствах у складі 953 родин. Було 1556 помешкань
Расовий склад населення:
| - 99,1 % — білих - 0,2 % — чорних або афроамериканців - 0,2 % — азіатів |

До двох чи більше рас належало 0,3 %. Частка іспаномовних становила 0,4 % від усіх жителів.
За віковим діапазоном населення розподілялося таким чином: 20,4 % — особи молодші 18 років, 58,8 % — особи у віці 18—64 років, 20,8 % — особи у віці 65 років та старші. Медіана віку мешканця становила 45,5 року. На 100 осіб жіночої статі у селищі припадало 99,9 чоловіків;  на 100 жінок у віці від 18 років та старших — 97,1 чоловіків також старших 18 років.
Середній дохід на одне домашнє господарство  становив 52 199 доларів США (медіана — 51 328), а середній дохід на одну сім'ю — 56 066 доларів (медіана — 57 500). За межею бідності перебувало 16,7 % осіб, у тому числі 19,8 % дітей у віці до 18 років та 18,2 % осіб у віці 65 років та старших.
Цивільне працевлаштоване населення становило 1373 особи. Основні галузі зайнятості: освіта, охорона здоров'я та соціальна допомога — 14,1 %, будівництво — 13,9 %, роздрібна торгівля — 13,8 %.